# Chemnitz
Chemnitz [ˈkʰɛmnɪʦ] er en by med ca. 244.000 indbyggere (2020) i den østtyske delstat Sachsen. Den hed Karl-Marx-Stadt mellem 1953 og Tysklands genforening i 1990. Under anden verdenskrig blev byen stærkt beskadiget, men blandt andet rådhuset fra 1496 er genopført. Byens centrum blev genopført med store boulevarder (eksempelvis Strasse der Nationen) omgærdet af pompøst etagebyggeri efter modernistisk arkitektonisk ideal.
På en central plads er placeret en omkring 5 meter høj buste af Karl Marx. Bag denne er der i facaden til etagebyggeriet indarbejdet citater fra Det Kommunistiske Manifest på alverdens sprog.
Byen ligger på grænsen til Erzgebirge, og den lokale kultur er i nogen grad præget af de særlige traditioner som knytter sig hertil.
Byen har en del industri, i den østtyske periode lokomotiv- og tæppeindustri. Historisk har man om de tre største byer i Sachsen fortalt, at kulturen lå i Dresden, uddannelsen lå i Leipzig og industrien i Chemnitz, hvilket naturligvis er et stærk idealiseret udsagn, men alligevel indikerer det de tre byers identitet.
Den 28. oktober 2020 blev Chemnitz udvalgt som europæisk kulturhovedstad i 2025.